# Ranoidea spenceri
Ranoidea spenceri (tên tiếng Anh: Spencer's River Tree Frog, Spotted Frog, hoặc Spotted Treefrog) là một loài ếch thuộc họ Pelodryadidae. Chúng là loài đặc hữu của Úc.
Các môi trường sống tự nhiên của chúng là các khu rừng ẩm ướt đất thấp nhiệt đới hoặc cận nhiệt đới, các khu rừng vùng núi ẩm nhiệt đới hoặc cận nhiệt đới, và sông. Loài này đang bị đe dọa do mất môi trường sống.